# Estádio Dínamo de Moscou
O Estádio Dínamo de Moscou (em russo: Стадион Динамо) é um estádio multi-uso localizado em Moscou, na Rússia.
Inaugurado em 1928, tem capacidade para 36.540 torcedores. É utilizado pelos clubes de futebol Dínamo Moscou.
Foi um dos estádios utilizados no torneio de futebol das Olimpíadas de 1980.
Seu maior público se deu em 17 de setembro de 1996, com um show do Rei do Pop Michael Jackson, durante a sua HIStory World Tour, onde 60 mil fãs lotaram o gramado e as arquibancadas do estádio. 

## Ligações Externas
- Worldstadiums.com
- Google Maps - Foto por Satélite